# Ibrahima Konaté
Ibrahima Konaté (Parigi, 25 maggio 1999) è un calciatore francese, difensore del Liverpool e della nazionale francese, con cui è diventato vicecampione del mondo nel 2022.

## Biografia
I genitori sono di origini maliane. È nato nel XIII arrondissement di Parigi ed è cresciuto a La Roquette, nell'XI arrondissement. Ha acquisito la cittadinanza francese il 20 agosto 2009, grazie alla naturalizzazione della madre, nata a Singoné, nel Mali. Il padre era netturbino, la madre addetta alle pulizie.
Alla viglia delle elezioni legislative del 2024, ha espresso preoccupazione per il possibile successo del partito di Rassemblement National di Marine Le Pen e, assieme ad altri calciatori della nazionale convocati agli europei di Germania 2024, come Kylian Mbappé, Marcus Thuram, Jules Koundé e Ousmane Dembélé, ha sollecitato i suoi concittadini ad opporsi al partito di estrema destra.

## Caratteristiche tecniche
Difensore centrale dalla stazza fisica imponente (194 cm per quasi 95 kg di peso), abile nel gioco aereo, è dotato di una buona aggressività e dispone di ottima forza fisica.

## Carriera

### Club

#### Gli inizi
Cresciuto nelle giovanili del Paris FC e del Sochaux, il febbraio 2017 esordisce con quest'ultimo club tra i professionisti in occasione della sconfitta per 0-1 contro l'Auxerre.

#### RB Lipsia
Il 12 giugno 2017 viene prelevato dai tedeschi del RB Lipsia. Il 1º ottobre dello stesso anno esordisce in Bundesliga in una partita contro il Colonia.
Nell'estate del 2019 viene indicato dall'UEFA come uno dei 50 giovani più promettenti per la stagione 2019-2020.

#### Liverpool
Il 28 maggio 2021 viene acquistato dal Liverpool. Il 18 settembre Konaté ha fatto il suo debutto in Premier League, giocando al fianco di Virgil van Dijk, e ha mantenuto la porta inviolata nella vittoria per 3-0 contro il Crystal Palace. Ha fatto la sua seconda presenza di stagione in coppia con Virgil van Dijk nel primo derby del nord-ovest della stagione, in cui il Liverpool ha battuto il Manchester Utd 5-0. È stata la sconfitta più pesante inflitta allo United dal Liverpool dal 1895 e la sconfitta più pesante che lo United avesse subito senza segnare dal 1955. Konate ha ottenuto l'applauso dei fan per come ha gestito fuoriclasse come Cristiano Ronaldo e Bruno Fernandes.
Il 5 aprile 2022 ha segnato il suo primo gol con il Liverpool, un colpo di testa nella vittoria esterna per 3-1 contro il Benfica, valida per l'andata dei quarti di finale di Champions. Sempre di testa, segnerà anche al ritorno ad Anfield, partita terminata 3-3, risultato che permette al Liverpool di passare il turno e accedere alle semifinali.
Durante la stagione 2021-2022 realizza tre reti consecutive di testa.

### Nazionale
Konaté ha rappresentato la Francia nelle varie nazionali minori accettando nel 2021 la convocazione dalla nazionale maggiore, senza tuttavia scendere in campo. Fa il suo esordio con la massima selezione francese l'11 giugno 2022 in occasione della sfida di Nations League pareggiata 1-1 contro l'Austria. Il 17 novembre 2024, nella partita di Nations League contro l'Italia, vista l'assenza di capitan Mbappé, Konaté fa il suo esordio in nazionale con la fascia da capitano; la partita viene vinta dai francesi per 3-1, risultato che garantisce loro il primo posto nel girone. In seguito alla partita Konaté viene ufficializzato vice Mbappé.

## Statistiche

### Presenze e reti nei club
Statistiche aggiornate al 15 agosto 2025.
| Stagione         | Squadra          | Campionato       | Campionato | Campionato | Coppe nazionali | Coppe nazionali | Coppe nazionali | Coppe continentali | Coppe continentali | Coppe continentali | Altre coppe | Altre coppe | Altre coppe | Totale | Totale |
| Stagione         | Squadra          | Comp             | Pres       | Reti       | Comp            | Pres            | Reti            | Comp               | Pres               | Reti               | Comp        | Pres        | Reti        | Pres   | Reti   |
| ---------------- | ---------------- | ---------------- | ---------- | ---------- | --------------- | --------------- | --------------- | ------------------ | ------------------ | ------------------ | ----------- | ----------- | ----------- | ------ | ------ |
| 2016-2017        | Sochaux          | L2               | 12         | 1          | CdL             | 1               | 0               | -                  | -                  | -                  | -           | -           | -           | 13     | 1      |
| 2017-2018        | RB Lipsia        | BL               | 16         | 0          | -               | -               | -               | UCL+UEL            | 4                  | 0                  | -           | -           | -           | 20     | 0      |
| 2018-2019        | RB Lipsia        | BL               | 28         | 1          | CG              | 6               | 0               | UEL                | 9                  | 2                  | -           | -           | -           | 43     | 3      |
| 2019-2020        | RB Lipsia        | BL               | 8          | 0          | CG              | 1               | 0               | UCL                | 2                  | 0                  | -           | -           | -           | 11     | 0      |
| 2020-2021        | RB Lipsia        | BL               | 14         | 1          | CG              | 1               | 0               | UCL                | 6                  | 0                  | -           | -           | -           | 21     | 1      |
| Totale Lipsia    | Totale Lipsia    | Totale Lipsia    | 66         | 2          |                 | 8               | 0               |                    | 21                 | 2                  |             | -           | -           | 95     | 4      |
| 2021-2022        | Liverpool        | PL               | 11         | 0          | FACup+CdL       | 6+4             | 1+0             | UCL                | 8                  | 2                  | -           | -           | -           | 29     | 3      |
| 2022-2023        | Liverpool        | PL               | 18         | 0          | FACup+CdL       | 3+0             | 0+0             | UCL                | 3                  | 0                  | CS          | 0           | 0           | 24     | 0      |
| 2023-2024        | Liverpool        | PL               | 22         | 0          | FACup+CdL       | 3+5             | 0+0             | UEL                | 7                  | 0                  | -           | -           | -           | 37     | 0      |
| 2024-2025        | Liverpool        | PL               | 31         | 1          | FACup+CdL       | 0+4             | 0+0             | UCL                | 7                  | 1                  | -           | -           | -           | 42     | 2      |
| 2025-2026        | Liverpool        | PL               | 1          | 0          | FACup+CdL       | 0               | 0               | UCL                | 0                  | 0                  | CS          | 1           | 0           | 2      | 0      |
| Totale Liverpool | Totale Liverpool | Totale Liverpool | 83         | 1          |                 | 25              | 1               |                    | 25                 | 3                  |             | 1           | 0           | 134    | 5      |
| Totale carriera  | Totale carriera  | Totale carriera  | 158        | 4          |                 | 34              | 1               |                    | 46                 | 5                  |             | 1           | 0           | 239    | 10     |

### Cronologia presenze e reti in nazionale
| Cronologia completa delle presenze e delle reti in nazionale ― Francia | Cronologia completa delle presenze e delle reti in nazionale ― Francia | Cronologia completa delle presenze e delle reti in nazionale ― Francia | Cronologia completa delle presenze e delle reti in nazionale ― Francia | Cronologia completa delle presenze e delle reti in nazionale ― Francia | Cronologia completa delle presenze e delle reti in nazionale ― Francia | Cronologia completa delle presenze e delle reti in nazionale ― Francia | Cronologia completa delle presenze e delle reti in nazionale ― Francia |
| Data                                                                   | Città                                                                  | In casa                                                                | Risultato                                                              | Ospiti                                                                 | Competizione                                                           | Reti                                                                   | Note                                                                   |
| ---------------------------------------------------------------------- | ---------------------------------------------------------------------- | ---------------------------------------------------------------------- | ---------------------------------------------------------------------- | ---------------------------------------------------------------------- | ---------------------------------------------------------------------- | ---------------------------------------------------------------------- | ---------------------------------------------------------------------- |
| 10-6-2022                                                              | Vienna                                                                 | Austria                                                                | 1 – 1                                                                  | Francia                                                                | UEFA Nations League 2022-2023 - 1º turno                               | -                                                                      |                                                                        |
| 13-6-2022                                                              | Saint-Denis                                                            | Francia                                                                | 0 – 1                                                                  | Croazia                                                                | UEFA Nations League 2022-2023 - 1º turno                               | -                                                                      |                                                                        |
| 22-11-2022                                                             | Al Wakrah                                                              | Francia                                                                | 4 – 1                                                                  | Australia                                                              | Mondiali 2022 - 1º turno                                               | -                                                                      |                                                                        |
| 26-11-2022                                                             | Doha                                                                   | Francia                                                                | 2 – 1                                                                  | Danimarca                                                              | Mondiali 2022 - 1º turno                                               | -                                                                      | 75’                                                                    |
| 30-11-2022                                                             | Al Rayyan                                                              | Tunisia                                                                | 1 – 0                                                                  | Francia                                                                | Mondiali 2022 - 1º turno                                               | -                                                                      |                                                                        |
| 14-12-2022                                                             | Al Khor                                                                | Francia                                                                | 2 – 0                                                                  | Marocco                                                                | Mondiali 2022 - Semifinale                                             | -                                                                      |                                                                        |
| 18-12-2022                                                             | Lusail                                                                 | Argentina                                                              | 3 – 3 dts (4 – 2 dtr)                                                  | Francia                                                                | Mondiali 2022 - Finale                                                 | -                                                                      | 113’                                                                   |
| 24-3-2023                                                              | Saint-Denis                                                            | Francia                                                                | 4 – 0                                                                  | Paesi Bassi                                                            | Qual. Euro 2024                                                        | -                                                                      | 71’                                                                    |
| 27-3-2023                                                              | Dublino                                                                | Irlanda                                                                | 0 – 1                                                                  | Francia                                                                | Qual. Euro 2024                                                        | -                                                                      |                                                                        |
| 16-6-2023                                                              | Faro                                                                   | Gibilterra                                                             | 0 – 3                                                                  | Francia                                                                | Qual. Euro 2024                                                        | -                                                                      | 85’                                                                    |
| 19-6-2023                                                              | Saint-Denis                                                            | Francia                                                                | 1 – 0                                                                  | Grecia                                                                 | Qual. Euro 2024                                                        | -                                                                      |                                                                        |
| 13-10-2023                                                             | Eindhoven                                                              | Paesi Bassi                                                            | 1 – 2                                                                  | Francia                                                                | Qual. Euro 2024                                                        | -                                                                      |                                                                        |
| 17-10-2023                                                             | Villeneuve d'Ascq                                                      | Francia                                                                | 4 – 1                                                                  | Scozia                                                                 | Amichevole                                                             | -                                                                      | 87’                                                                    |
| 26-3-2024                                                              | Marsiglia                                                              | Francia                                                                | 3 – 2                                                                  | Cile                                                                   | Amichevole                                                             | -                                                                      |                                                                        |
| 5-6-2024                                                               | Metz                                                                   | Francia                                                                | 3 – 0                                                                  | Lussemburgo                                                            | Amichevole                                                             | -                                                                      |                                                                        |
| 9-6-2024                                                               | Bordeaux                                                               | Francia                                                                | 0 – 0                                                                  | Canada                                                                 | Amichevole                                                             | -                                                                      | 62’                                                                    |
| 6-9-2024                                                               | Parigi                                                                 | Francia                                                                | 1 – 3                                                                  | Italia                                                                 | UEFA Nations League 2024-2025 - 1º turno                               | -                                                                      |                                                                        |
| 10-10-2024                                                             | Budapest                                                               | Israele                                                                | 1 – 4                                                                  | Francia                                                                | UEFA Nations League 2024-2025 - 1º turno                               | -                                                                      |                                                                        |
| 14-10-2024                                                             | Bruxelles                                                              | Belgio                                                                 | 1 – 2                                                                  | Francia                                                                | UEFA Nations League 2024-2025 - 1º turno                               | -                                                                      | 45’                                                                    |
| 14-11-2024                                                             | Saint-Denis                                                            | Francia                                                                | 0 – 0                                                                  | Israele                                                                | UEFA Nations League 2024-2025 - 1º turno                               | -                                                                      |                                                                        |
| 17-11-2024                                                             | Milano                                                                 | Italia                                                                 | 1 – 3                                                                  | Francia                                                                | UEFA Nations League 2024-2025 - 1º turno                               | -                                                                      | cap.                                                                   |
| 20-3-2025                                                              | Spalato                                                                | Croazia                                                                | 2 – 0                                                                  | Francia                                                                | UEFA Nations League 2024-2025 - Quarti di finale                       | -                                                                      | 46’                                                                    |
| 5-6-2025                                                               | Stoccarda                                                              | Spagna                                                                 | 5 – 4                                                                  | Francia                                                                | UEFA Nations League 2024-2025 - Semifinale                             | -                                                                      |                                                                        |
| Totale                                                                 |                                                                        | Presenze                                                               | 23                                                                     |                                                                        | Reti                                                                   | 0                                                                      |                                                                        |

## Palmarès

### Club

#### Competizioni nazionali
- Campionato inglese: 1

Liverpool: 2024-2025
- Coppa di Lega inglese: 2

Liverpool: 2021-2022, 2023-2024
- Coppa d'Inghilterra: 1

Liverpool: 2021-2022
- Community Shield: 1

Liverpool: 2022